# Саут-Туин-Пик
Саут-Туин-Пик (англ. South Twin Peak) — одна из двух основных вершин, составляющих массив Туин-Пик, расположенный на северо-востоке Колумбийского ледникового поля в национальном парке Джаспер (Альберта, Канада). Восьмая по высоте вершина (3566 м) в Канадских Скалистых горах и 6-я по высоте вершина Альберты.

## Массив Туин-Пик
Массив был назван Туин-Пик (массив близнецов) в 1898 году Дж. Норманом Колли и Хью М. Статфилдом. Решение назвать вершины отдельно было принято 28 февраля 1980 года. Помимо Северного и Южного Туин-Пик, массив содержит северный субпик Норт-Туин-Пика, известный как Туинс-Тауэр (Башня Близнецов), высотой 3627 м. Последний находится на знаменитом северном склоне массива и был назван в 1984 году. Наконец, ещё одна вершина массива известна как Уэст-Твин (3360 м), доступ к которому осуществляется с седловины север-юг.

## Восхождение
Первое восхождение на Норт-Туин-Пик было зафиксировано 10 июля 1923 года Ф. В. Филдом, У. О. Филдом, Л. Харрисом под руководством Эдуарда Фёза и Дж. Байнера.
Обычный маршрут — это ски-альпинизм по восточным склонам Норт-Туин-Пика, а затем по гребню на Саут-Туин-Твин, хотя для узкого соединительного гребня рекомендуется ледоруб.

## Галерея

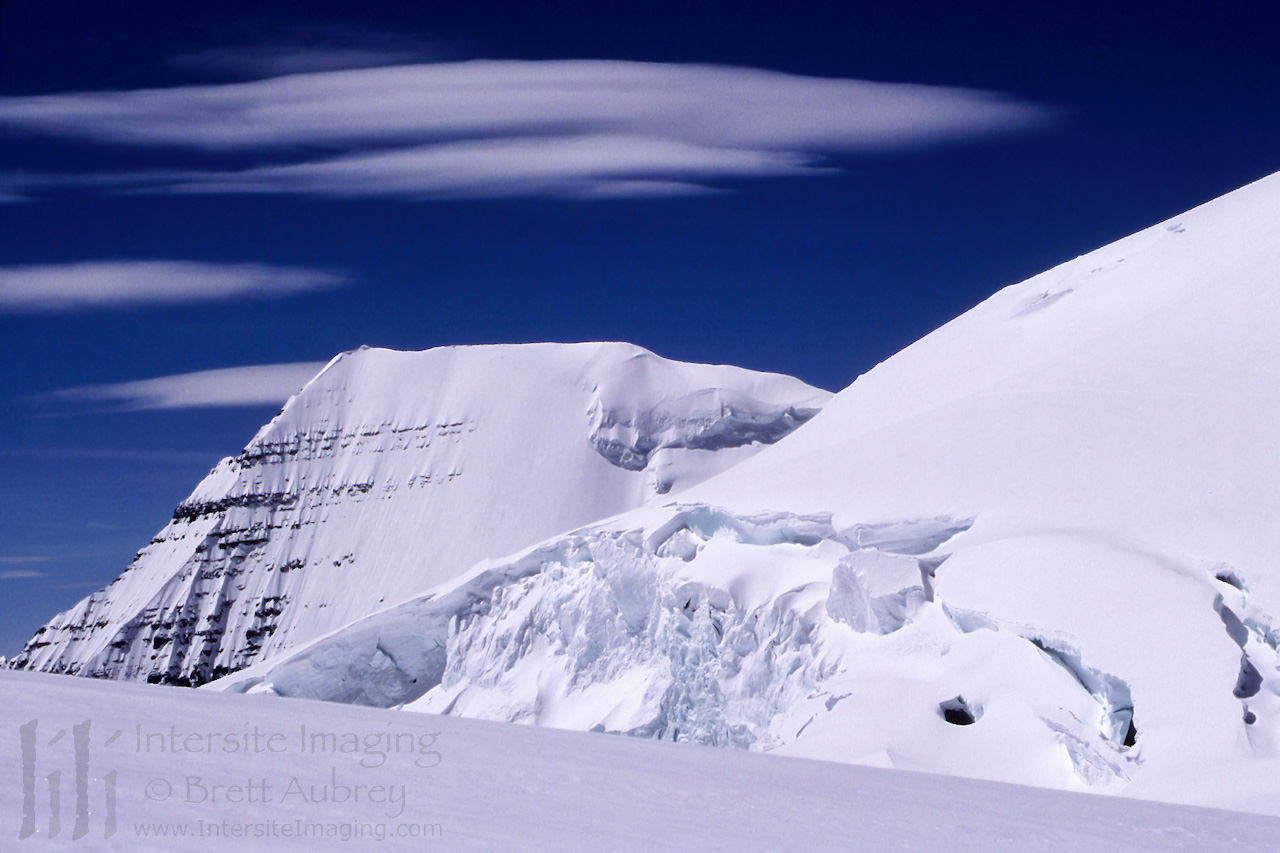
Склон Норт-Туин-Пик (справа) и Саут-Туин-Пик (слева)
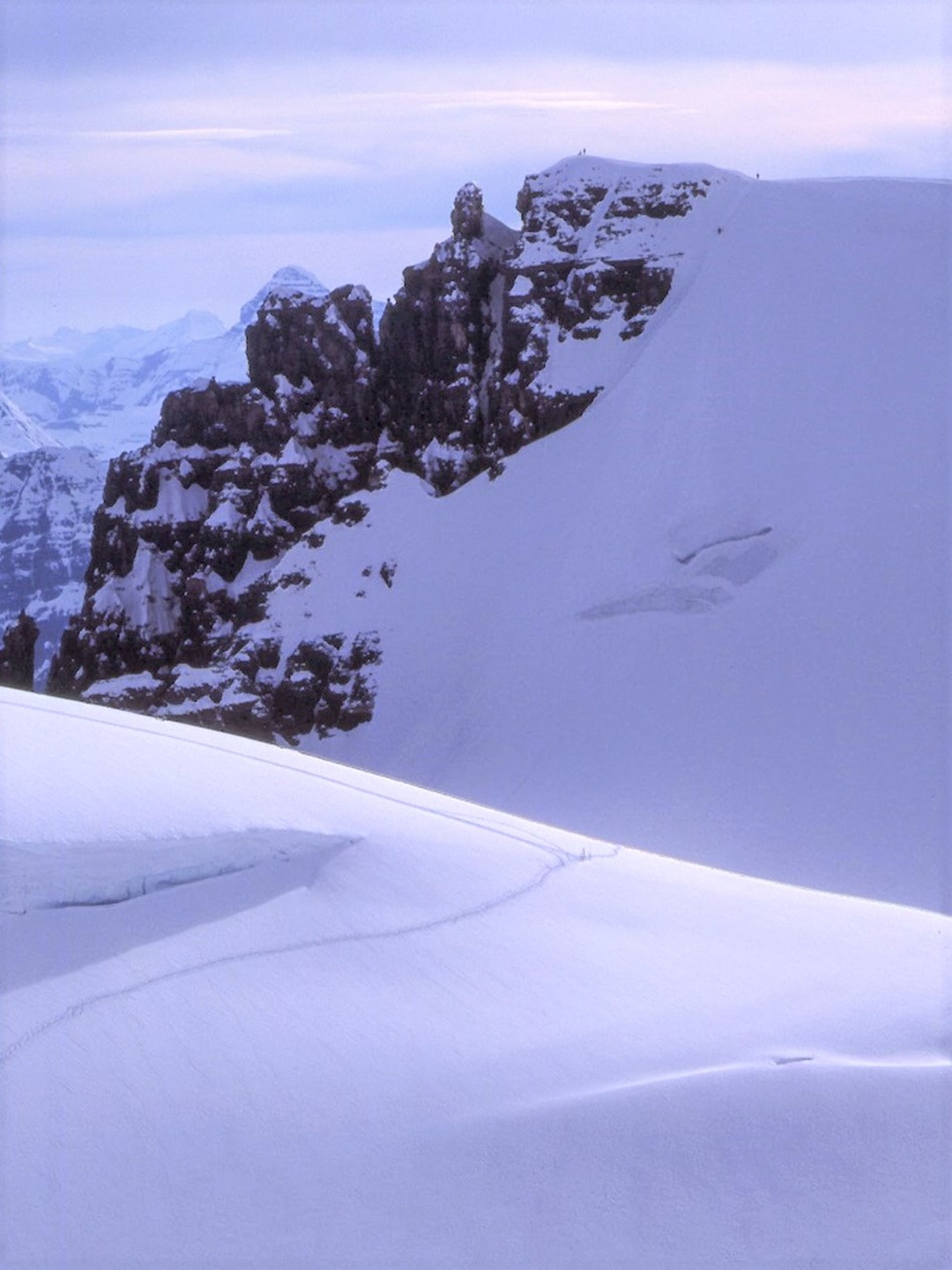
Подъём на Уэст-Туин-Пик
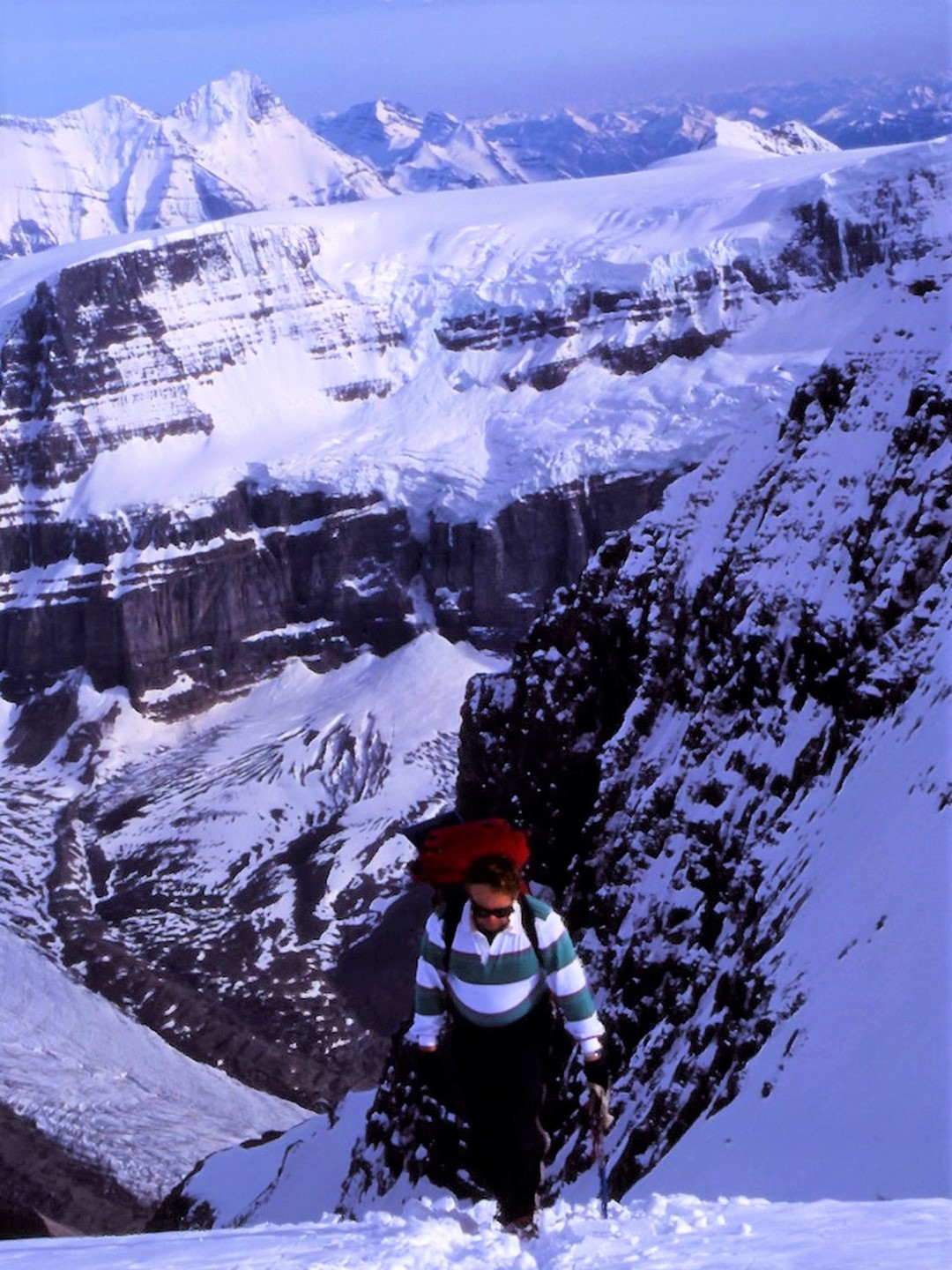
На перевале Туин-Пик
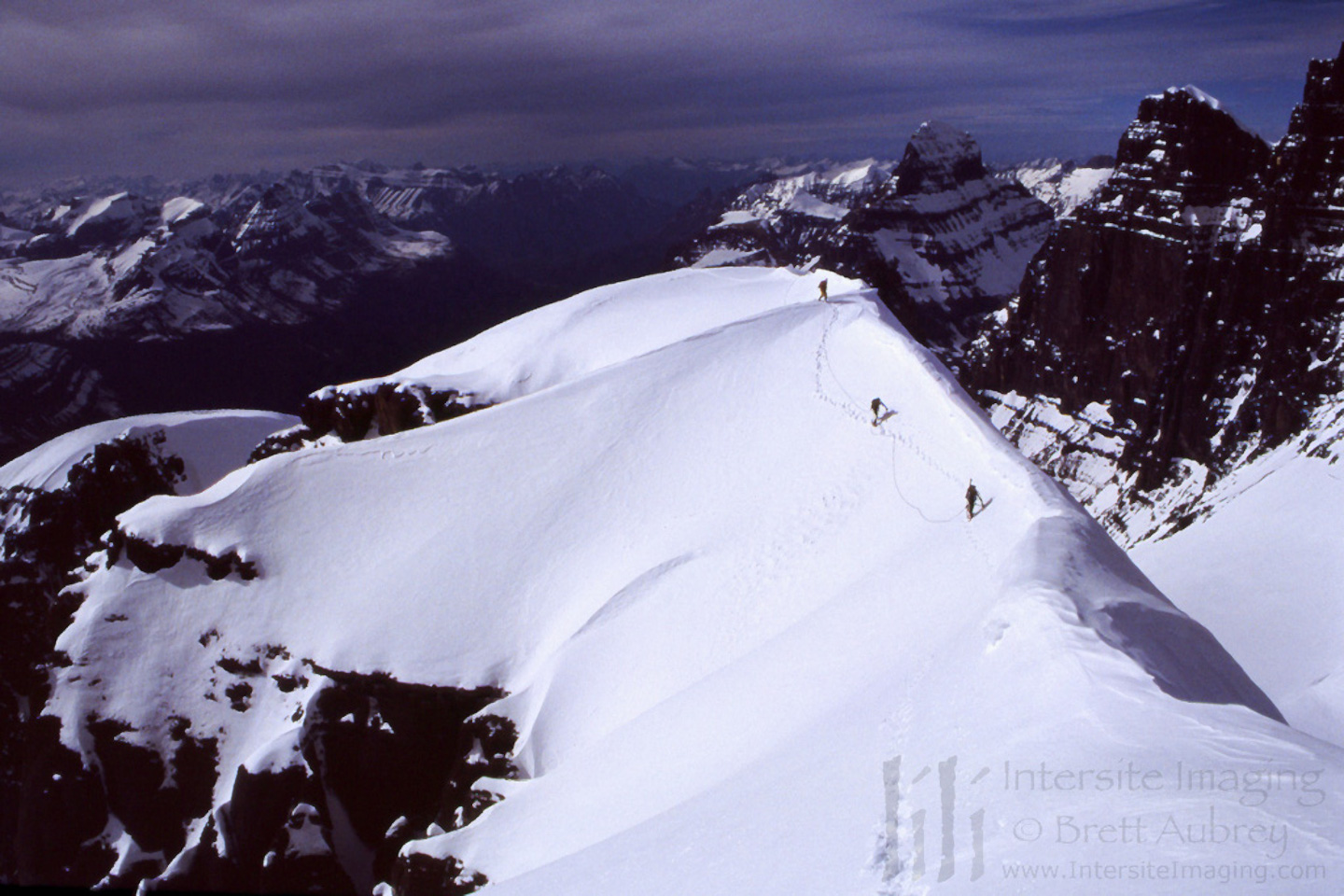
Вид с вершины Саут-Туин-Пик на гряду